# Waldemar Klingelhöfer

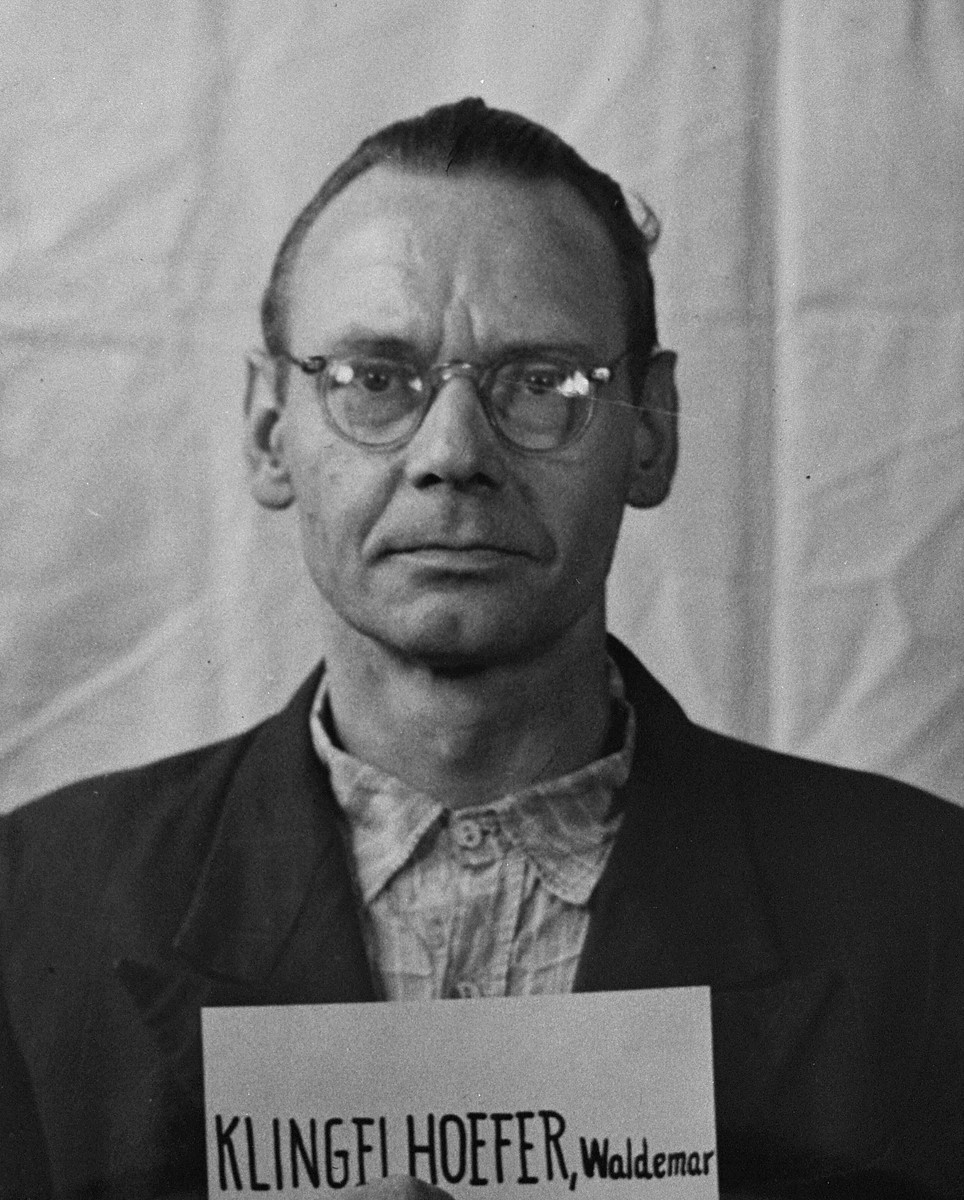
Waldemar Klingelhöfer.

Waldemar Klingelhöfer, egentligen Woldemar Klingelhöfer, född 4 april 1900 i Moskva, död 18 januari 1977 i Villingen-Schwenningen, var en tysk SS-Sturmbannführer.
Klingelhöfer var mellan juli och oktober 1941 befälhavare för Vorkommando Moskau inom Einsatzgruppe B, som i huvudsak opererade i Smolensk med omnejd. Under Klingelhöfers ledarskap mördades 2 457 personer.
Vid Einsatzgruppenrättegången 1947–1948 dömdes Klingelhöfer till döden genom hängning, men straffet omvandlades 1951 till livstids fängelse. Han frisläpptes dock redan i december 1956.